# Carol Castro
Carolina "Carol" Osório de Castro (Rio de Janeiro, 10 de março de 1984), é uma atriz brasileira. Em 2019, venceu o prêmio de melhor atriz coadjuvante no Festival de Cinema de Gramado, pelo seu papel como Madalena no filme Veneza.

## Biografia
Nascida na cidade do Rio de Janeiro, é filha do ator e diretor de teatro Lucca de Castro e da terapeuta corporal Maria Cecília Castello Branco. Quando tinha cinco anos, seus pais separaram-se. Mudou-se para Natal com sua mãe, onde viveu por quatro anos com seus avós maternos. Nessa época, iniciou a prática de esportes como o bodyboard, futebol e surfe, além de aulas de balé, jazz e ginástica olímpica. Aos nove anos, voltou para a capital fluminense e foi morar com o pai.

## Carreira
Incentivada pelo pai, ingressou no teatro, e, estreou nos palcos ao seu lado no projeto Terror na Praia. Na época, seu pai comandava um grupo teatral infantil e Carol passou a fazer parte dele. O grupo fazia sátira de clássicos do gênero Terror, como Drácula, de Bram Stoker e Frankenstein, de Mary Shelley. Em 1994 escreveu seu primeiro texto, Socorro, e foi responsável pela escolha do elenco e pela direção da peça. Em 2000 afastou-se dos palcos e mudou-se para Bauru, São Paulo, para morar numa república com a irmã e três amigas. Dois anos depois, retornou ao teatro, e, assinou a produção de Terror em Copacabana, releitura da peça Terror na Praia. Em uma das apresentações, chamou a atenção de um produtor da Globo, Luiz Antônio Rocha, que a levou para conhecer Ricardo Waddington. O diretor global gostou tanto dela que a convidou para participar de Mulheres Apaixonadas. Sua personagem, Gracinha, era filha de um casal de empregados, no entanto foi criada dentro da casa dos patrões de seus pais como sendo um membro da família. No decorrer da trama, acabou envolvendo-se num triângulo amoroso composto também por Cláudio e Edwiges.
No mesmo ano, faz um ensaio sensual para a revista VIP. Em 2003 estreou no cinema interpretando uma sereia no filme O Caminho das Nuvens. Em seguida, participou do filme da apresentadora Angélica, Um Show de Verão, e, protagonizou na Argentina o filme Perigosa Obsessão. Em 2004 foi-lhe proposto o papel de Regininha em Senhora do Destino, mas este ficou para Maria Maya ; atuou então como Angélica, filha postiça da protagonista Maria do Carmo. Em 2005 co-protagonizou a novela Bang Bang, como a mexicana Mercedita. A moça é apaixonada pelo forasteiro Ben Silver e disputou o seu amor com a pistoleira Diana Bullock. Numa tentativa de alavancar a audiência do folhetim que estava em baixa sua personagem transitou entre os universos da mocinha e da vilã. Porém, sua primeira antagonista de fato só veio no ano seguinte, com o remake de O Profeta, em que interpretou Ruth, amante do grande vilão Clóvis (Dalton Vigh). Apaixonada pelo empresário, ela une-se a Camilo (Malvino Salvador) para destruir Sônia (Paolla Oliveira). Em seguida interpretou seu primeiro papel cômico, a oportunista Sheila de Beleza Pura. Nesse ano, inicou a turnê da peça Dona Flor e Seus Dois Maridos, e, com essa montagem viajou pelo Brasil.
Fez dois ensaios sensuais para o site Paparazzo: o primeiro em 2003 e o segundo em 2005; e foi capa da edição brasileira da revista Playboy, em agosto de 2008, mês em que a revista completou 33 anos de publicação no Brasil. O ensaio foi realizado em vários pontos históricos da cidade de Salvador. Numa das fotografias, apareceu segurando um crucifixo, o que gerou protestos dos católicos. O caso virou matéria do jornal italiano La Repubblica, dizendo que novas edições da revista com a foto em questão foram proibidas por decisão judicial. A ação foi aberta pelo Instituto Juventude Pela Vida, do Rio de Janeiro, e por um padre de Goiás. A decisão do Juiz Oswaldo Peixinho, da 29ª Vara Cível do Rio de Janeiro, determinou que a Editora Abril estava proibida de realizar ensaios, com quaisquer modelos, utilizando motivos religiosos. A editora também foi proibida de utilizar a referida foto, da Playboy, em outras revistas do grupo. A revista justificou a foto em questão, alegando que no ensaio a atriz representava personagens de Jorge Amado, enquanto Carol Castro desculpou-se.
O ensaio de Carol Castro para a revista Boa Forma de junho de 2010 provocou polêmica, pois nas fotos passadas por tratamento no Photoshop, é possível ver que não apenas a tatuagem que a atriz tem embaixo do umbigo foi removida, mas tiraram imperfeições de sua barriga. O assunto ganhou relevância após a coluna "Retratos da Vida" do jornal Extra publicar a foto sem a correção.
Interpretou um dos papéis principais da novela Escrito nas Estrelas, a jovem estudante de psicologia Mariana; na trama, Mariana era próxima da protagonista, Viviane (Nathalia Dill) e se apaixonava pelo médico Guilherme (Marcelo Faria). No ano de 2011 interpretou Natália na novela Morde & Assopra, e participou da campanha publicitária das provas do Enem, propaganda que foi alvo de criticas pelo público.  Em 2012, escreveu para As Brasileiras e viveu a paraense Jacira em Amor Eterno Amor,retomando a parceria com Elizabeth Jhin, com quem já havia trabalhado em Escrito nas Estrelas. Em 2013, entra na trama das nove Amor à Vida como a advogada Silvia, que defende Bruno (Malvino Salvador), na luta pela guarda de sua filha, Paulinha (Klara Castanho). Em 2015, protagonizou o clipe "O Tempo Não Apaga" da dupla Victor & Leo. Em 2016, interpreta a protagonista Iolanda na primeira fase da telenovela Velho Chico, ao lado de Rodrigo Santoro; o papel seria posteriormente defendido por Christiane Torloni na fase seguinte. Em 2018, retorna a televisão, interpretando a destemida e integra Waleska em O Tempo Não Para. Em 2019, retorna a TV, interpretando Helena em Órfãos da Terra.
Entre 2021 e 2022, esteve nas séries Insânia e Maldivas,  no Disney+ e na Netflix, respectivamente. Voltou às novelas em 2023, como Darlene, antigo amor de Frei João (Allan Souza Lima) em Amor Perfeito. Em 2024, integra o elenco de Garota do Momento como Clarice, mãe de Beatriz, protagonista vivida por Duda Santos; na trama, Clarice se muda de Petrópolis para o Rio de Janeiro a fim de buscar o reconhecimento como artista e dar melhor condições de vida para a filha, mas acaba perdendo a memória em um acidente após testemunhar o assassinato da vedete Valéria (Julia Stockler) pelas mãos de Juliano (Fábio Assunção), por quem havia se apaixonado. Após uma farsa criada por ele e sua sogra, Maristela (Lília Cabral), Clarice cria a filha de Juliano com Valéria como sua. As cenas de lapso de recuperação de memória da personagem e sua dinâmica com Duda rendeu elogios à atriz. 

## Vida pessoal
Entre 2009 e 2011 foi casada com o ator Marcos Bravo, com quem atuou na peça Dona Flor e Seus Dois Maridos. Em 2012, começou a namorar o ator e modelo Raphael Sander, casando-se com ele em 2014. O casamento chegou ao fim em 2015. Em 2016 começou a namorar Felipe Prazeres, violinista que tocou em seu primeiro casamento. No mesmo ano foram viver juntos. Em 12 de agosto de 2017, através de parto normal humanizado, nasceu no Rio de Janeiro a primeira filha do casal: Nina de Castro Prazeres. O relacionamento conjugal chegou ao fim em 2019, após três anos de casamento. Namorou com seu colega de elenco de Órfãos da Terra Bruno Cabrerizo de setembro 2019 ao final de 2021. 

## Filmografia

### Televisão
| Ano  | Título               | Personagem / Cargo                     | Notas                               |
| ---- | -------------------- | -------------------------------------- | ----------------------------------- |
| 2003 | Mulheres Apaixonadas | Maria da Graça Pereira (Gracinha)      |                                     |
| 2004 | Senhora do Destino   | Angélica Ramos Ferreira da Silva       |                                     |
| 2005 | Bang Bang            | Mercedita Bolívar                      |                                     |
| 2006 | O Profeta            | Ruth Ribeiro de Sousa                  |                                     |
| 2006 | Os Caras de Pau      | Várias Personagens                     | Episódio: "10 de dezembro"          |
| 2007 | Circo do Faustão     | Participante                           | Temporada 1                         |
| 2007 | Os Amadores          | Marta                                  | Episódio: "21 de dezembro"          |
| 2008 | Beleza Pura          | Sheila Cabral Rocha                    |                                     |
| 2009 | Superbonita          | Apresentadora Especial                 | Episódio: "11 de setembro"          |
| 2009 | Chico e Amigos       | Patrícia                               | Especial de fim de ano              |
| 2010 | Escrito nas Estrelas | Mariana Ribeiro                        |                                     |
| 2011 | Morde & Assopra      | Natália de Sousa                       |                                     |
| 2012 | Amor Eterno Amor     | Jacira da Silva                        |                                     |
| 2013 | Dança dos Famosos    | Participante                           | Temporada 10                        |
| 2013 | Amor à Vida          | Sílvia Bueno Donato                    |                                     |
| 2014 | A Mulher da Sua Vida | Adriana                                | Episódio: "17 de agosto"            |
| 2014 | Vai que Cola         | Marisa                                 | Episódio: "Lgbtxyz"                 |
| 2016 | Velho Chico          | Iolanda de Sá Ribeiro (jovem)          | Episódios: "14 de março–8 de abril" |
| 2018 | O Som e o Tempo      | Etelvina                               | Episódio: "Baba de Quiabo"          |
| 2018 | Carcereiros          | Valéria                                | Episódio: "Uma Questão Pessoal"     |
| 2018 | O Tempo Não Para     | Comandante Waleska Tibério Souto (Wal) |                                     |
| 2019 | Órfãos da Terra      | Helena Torquato                        |                                     |
| 2021 | Insânia              | Paula Costa                            |                                     |
| 2022 | Maldivas             | Katiuscia Miller (Kat)                 |                                     |
| 2023 | Amor Perfeito        | Darlene Nogueira                       |                                     |
| 2024 | Desejos S.A.         | Flávia Lima                            |                                     |
| 2024 | Garota do Momento    | Clarice de Souza Dourado               |                                     |
| 2025 | Batalha do Lip Sync  | Participante (campeã)                  | Temporada 4; Episódio: 5            |
| 2025 | Jogo Cruzado         | Elisa Montes                           |                                     |

### Cinema
| Ano  | Título                                                              | Personagem       | Notas          |
| ---- | ------------------------------------------------------------------- | ---------------- | -------------- |
| 2003 | O Caminho das Nuvens                                                | Sereia           |                |
| 2004 | Perigosa Obsessão                                                   | Mariana          |                |
| 2004 | Um Show de Verão                                                    | Salete Keli      |                |
| 2004 | Consciente Irracional                                               | Ritinha          | Curta-metragem |
| 2011 | Cilada.com                                                          | Mônica           |                |
| 2012 | Open Road                                                           | Sônia            |                |
| 2013 | O Concurso                                                          | Mariana          |                |
| 2015 | A Morte & Vida de Ana Belshoff                                      | Ana Belshoff     | Curta-metragem |
| 2016 | Um Suburbano Sortudo                                                | Sofie / Sofia    |                |
| 2018 | E.A.S.: Esquadrão Antissequestro                                    | Rosa             |                |
| 2018 | Baba de Quiabo (ou Em Casa de Malandro, Vagabundo Não Pede Emprego) | Etelvina         | Curta-metragem |
| 2019 | O Juízo                                                             | Tereza           |                |
| 2021 | Veneza                                                              | Madalena         |                |
| 2021 | Dois Mais Dois                                                      | Emília           |                |
| 2022 | Eike - Tudo ou Nada                                                 | Luma de Oliveira |                |
| 2023 | Ninguém é de Ninguém                                                | Gabriela         |                |
| 2023 | Stand Up – Minha Vida É uma Piada                                   | Laura Santos     |                |
| 2024 | Férias Trocadas                                                     | Renata Aguiar    |                |
| 2024 | Passagrana                                                          | Carol Castro     |                |
| 2024 | Ainda Somos os Mesmos                                               | Clara            |                |
| 2025 | Uma Babá Gloriosa †                                                 | Lethicia Leme    |                |
| TBA  | O Garoto †                                                          | Daniele          |                |
| TBA  | Verde Ou Pisa No Meu Pé †                                           | Bia              |                |

| † | Indica um filme que ainda não foi lançado |

### Internet
| Ano  | Título                 | Personagem           | Notas    |
| ---- | ---------------------- | -------------------- | -------- |
| 2016 | A Lenda do Mão de Luva | Selena               | Websérie |
| 2016 | A Violinista           | Estudante de Violino | Websérie |

### Vídeos musicais
| Ano  | Canção              | Artista      |
| ---- | ------------------- | ------------ |
| 2014 | "O Tempo Não Apaga" | Victor & Leo |

## Teatro
| Ano  | Título                             | Personagem                  | Notas                    |
| ---- | ---------------------------------- | --------------------------- | ------------------------ |
| 1993 | Terror na Praia - Frankestein      | Maria                       |                          |
| 1994 | Nosferatu                          | Vampirinha                  |                          |
| 1994 | Socorro                            |                             | Também autora e diretora |
| 2000 | O Incrível Encontro                | Índia                       |                          |
| 2002 | Terror em Copacabana               |                             | Atriz e produtora        |
| 2008 | Dona Flor e Seus Dois Maridos      | Florípedes (Dona Flor)      |                          |
| 2013 | Paixão de Cristo de Nova Jerusalém | Madalena                    |                          |
| 2014 | Paixão de Cristo de Nova Jerusalém | Maria de Nazaré             |                          |
| 2015 | Nine – Um Musical Felliniano       | Luisa Contini               |                          |
| 2016 | Cartas Leopoldinas                 | Maria Leopoldina de Áustria |                          |

## Prêmios e indicações
| Ano  | Premiação                           | Categoria                        | Indicação                        | Resultado |
| ---- | ----------------------------------- | -------------------------------- | -------------------------------- | --------- |
| 2003 | Troféu UOL TV e Famosos             | Melhor Atriz Revelação           | Mulheres Apaixonadas             | Venceu    |
| 2007 | Prêmio Contigo! de TV               | Melhor Atriz                     | O Profeta                        | Indicada  |
| 2008 | Prêmio Qualidade Brasil             | Melhor Atriz em Teatro - Comédia | Dona Flor e Seus Dois Maridos    | Indicada  |
| 2009 | Prêmio Contigo! de TV               | Melhor Atriz Coadjuvante         | Beleza Pura                      | Indicada  |
| 2013 | Prêmio Cenym de Teatro              | Melhor Atriz Coadjuvante         | Paixão de Cristo, Nova Jerusalém | Indicada  |
| 2019 | Festival de Cinema de Gramado       | Melhor Atriz Coadjuvante         | Veneza                           | Venceu    |
| 2019 | Los Angeles Brazilian Film Festival | Melhor Atriz Coadjuvante         | Veneza                           | Venceu    |
| 2022 | Grande Prêmio do Cinema Brasileiro  | Melhor Atriz Coadjuvante         | Veneza                           | Indicada  |
| 2022 | Festival Sesc Melhores Filmes       | Melhor Atriz Nacional            | Veneza                           | Indicada  |
| 2022 | Festival Sesc Melhores Filmes       | Melhor Atriz Nacional            | Dois Mais Dois                   | Indicada  |
| 2022 | SEC Awards                          | Melhor Atriz em Série Nacional   | Insânia                          | Venceu    |
| 2024 | Festival Sesc Melhores Filmes       | Melhor Atriz Nacional            | Ninguém é de Ninguém             | Indicada  |
| 2024 | Prêmio F5                           | Melhor Atuação Coadjuvante       | Garota do Momento                | Venceu    |
| 2025 | Prêmio iBest                        | Protagonista Influenciador       | Garota do Momento                | Pendente  |
| 2025 | SEC Awards                          | Melhor Atriz em Novela           | Garota do Momento                | Pendente  |